# 少淑女漫畫
少淑女漫畫（日语： Yangu Redīsu，Young ladies）是日本女性漫畫的子分類。其主要以20歲以上的女性閱眾為市場，內容則以該年齡層的戀愛描寫為主。其讀者群和漫畫作者可能與一些少女漫畫的雜誌如《月刊flowers》、《MELODY》重疊。